# Theobroma
Theobroma (del griego θεός /teos/ dios + βρώμα /broma/ alimento) es un género de unas 21 especies en la familia Malvaceae. Son unos pequeños árboles nativos de la selva tropical de África, Centroamérica y Sudamérica. Las especies Theobroma cacao, Theobroma angustifolia, Theobroma microcarpus, Theobroma obovatum y Theobroma stipulatum se cultivan industrialmente para la producción de cacao.

## Descripción
Son árboles o arbustos; plantas hermafroditas. Hojas simples, obovadas, oblongas u ovales, grandes, abruptamente acuminadas, enteras o subenteras, pinnatinervias. Cimas axilares o sobre prominencias del tronco, pauci- o multifloras, flores actinomorfas pequeñas; sépalos 5; pétalos 5, rosados, rojos, amarillos, uña cuculada adosada al tubo estaminal, lámina redondeada o espatulada; tubo estaminal cilíndrico, estambres 10–15, en 5 haces 2–3-anteríferos, anteras 2-tecas; estaminodios 5, subulados, linear-oblongos u obovados, erectos o reflexos, tan largos como los pétalos o más largos. Fruto grande, abayado o drupáceo, ovoide, elipsoidal o cilíndrico-oblongo, liso o acostillado, epicarpo más o menos grueso, carnoso o leñoso; semillas numerosas recubiertas por una capa pulposa que las une entre sí.

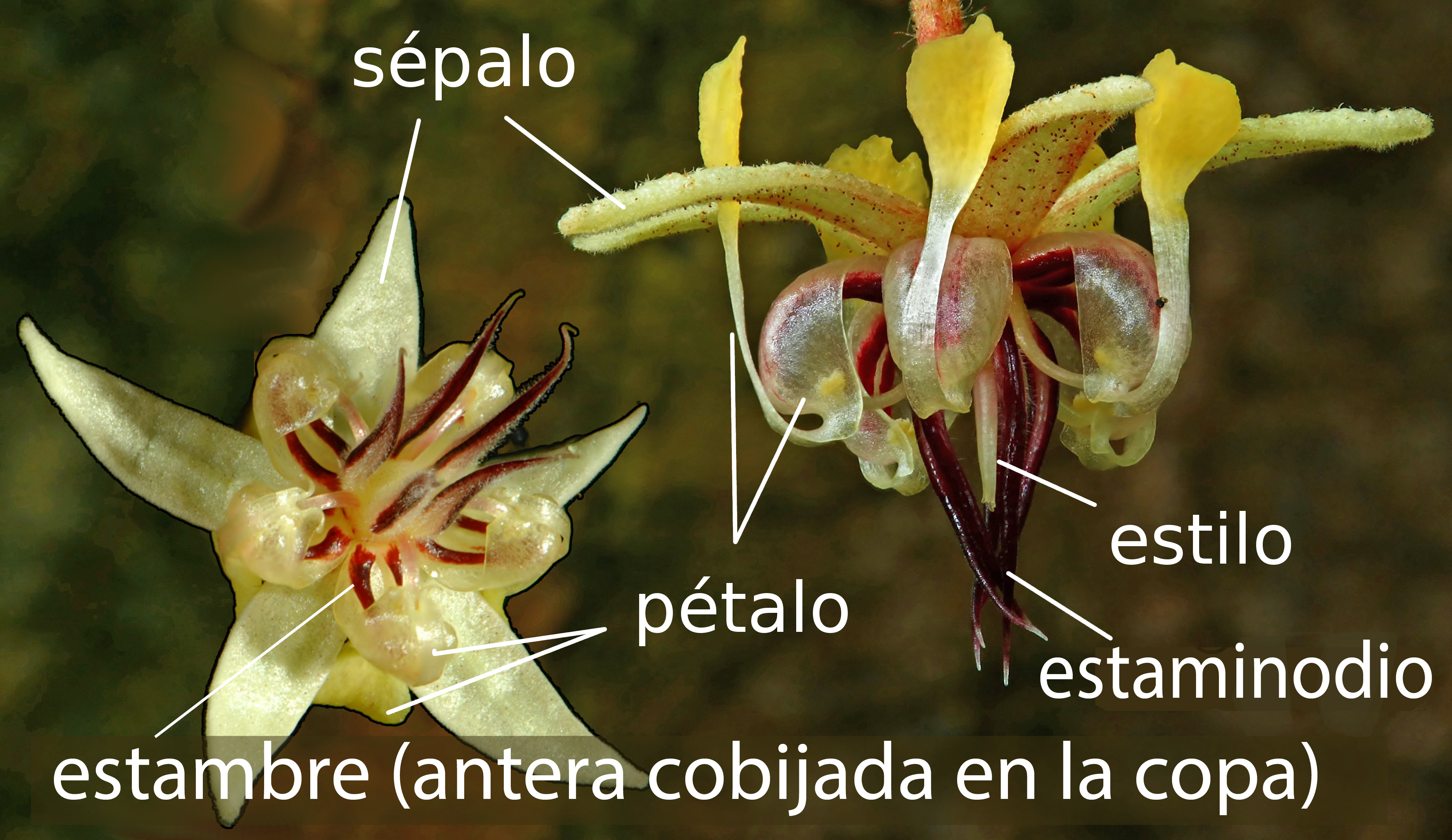
Partes de la flor de Theobroma cacao, nótese la uña del pétalo en forma de copa.
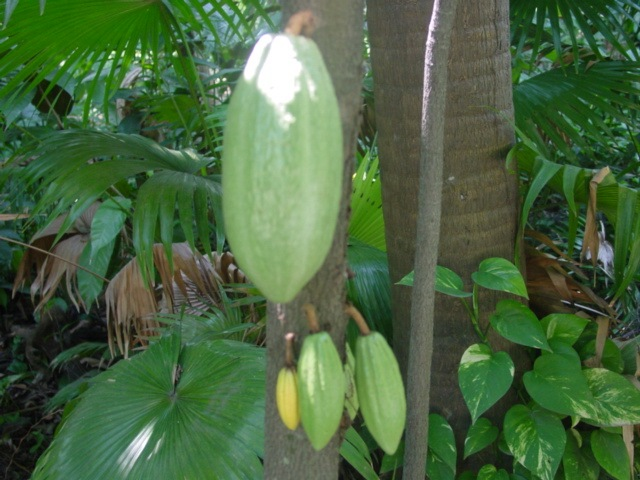
Frutos de Theobroma cacao.

## Usos
Las semillas son de gran valor económico, las de T. cacao se usan comercialmente para la preparación del chocolate y para la extracción de varios productos secundarios; varias otras especies son aprovechadas localmente para el mismo fin, o para la preparación de bebidas refrescantes.

## Taxonomía
El género fue descrito por Carlos Linneo y publicado en Species Plantarum 2: 782. 1753. La especie tipo es: Theobroma cacao
Etimología
Theobroma: nombre genérico que deriva de las palabras griegas:  θεός teos = "dios" + βρώμα broma = "alimento" que significa "alimento de los dioses".

## Especies importantes
- Theobroma angustifolium
- Theobroma bernoullii
- Theobroma bicolor
- Theobroma cacao
- Theobroma gileri
- Theobroma glaucum
- Theobroma grandiflorum
- Theobroma hylaeum
- Theobroma leiocarpa
- Theobroma mammosum
- Theobroma mariae
- Theobroma martianum
- Theobroma microcarpus
- Theobroma obovatum
- Theobroma pentagona
- Theobroma purpureum
- Theobroma simiarum
- Theobroma sinuosum
- Theobroma speciosum
- Theobroma stipulatum
- Theobroma subincanum
- Theobroma sylvestre
- Theobroma velutinum